# Paul Nelson
 (janvier 2022).
Si vous disposez d'ouvrages ou d'articles de référence ou si vous connaissez des sites web de qualité traitant du thème abordé ici, merci de compléter l'article en donnant les références utiles à sa vérifiabilité et en les liant à la section « Notes et références ».
Pour les articles homonymes, voir Nelson et Paul Nelson (homonymie).
Paul Nelson, né à Chicago le 8 novembre 1895 et mort à Marseille le 30 août 1979, est un architecte français d'origine américaine. Il appartient au mouvement moderne en architecture. 

## Biographie
Étudiant à l'Université de Princeton (1913-1917), il s'engage comme volontaire en 1917, dans l’escadrille La Fayette, puis dans l’US Air Force.
En 1920, il se marie avec Francine Le Cœur et s'installe à Paris.  Il poursuit ses études à l'École des beaux-arts de Paris (1920-1927), dans l'atelier d’Emmanuel Pontremoli puis dans celui d’Auguste Perret.
Il est architecte diplômé par le gouvernement en 1927.
Pendant la Seconde Guerre mondiale, il est président du mouvement « France for ever », destiné à mieux faire connaître la culture française aux Américains. Il devient conseiller technique au Ministère français de la reconstruction en 1945, puis consultant de l’US Public Health Service et du Ministère français de la santé publique. Il enseigne également dans les plus prestigieuses universités américaines et est nommé par André Malraux professeur-directeur de l’Atelier Franco-Américain d’Architecture à l’École nationale supérieure des beaux-arts en 1963. Entre 1967 et 1977, il dirige aussi à Marseille l’Atelier Franco-international.
Il est naturalisé Français en 1973.
Il repose dans le cimetière marin de Varengeville-sur-Mer près de son grand ami, le peintre Georges Braque qu'il avait fait venir en 1929 et dont il avait construit l'atelier.

## Ses œuvres
Paul Nelson s’est intéressé aux problèmes de structuration de l’espace et d’utilisation de la préfabrication (cf. ses projets de « Maison suspendue » et de Palais de la découverte), et particulièrement à l’architecture hospitalière, sur laquelle portait déjà son sujet de diplôme.
En 1932, son projet (publié par Cahiers d’art en 1933) pour la nouvelle Cité hospitalière de Lille est rejeté à la suite de réactions corporatistes dénonçant une commande directe faite à un architecte étranger en période de crise. Il conçoit en 1934 le Pavillon chirurgical de l’Hôpital de la Compagnie du canal de Suez à Ismaïlia dont les innovations ont été internationalement louées : membranes de verre en strates pour la construction, pavés de verre pour les parois intérieures, écrans para-solaires flexibles et nouveau concept de salles d’opérations ovoïdes. L'hôpital sera finalement construit par l'architecte de la compagnie sur des plans plus traditionnels. 
Son œuvre majeure demeure néanmoins le Centre hospitalier mémorial France États-Unis de Saint-Lô, conçu et réalisé entre 1946 et 1956. Il a réalisé également la polyclinique François Ier au Havre, ainsi que les hôpitaux de Dinan (1968) et d’Arles (1965-1974).  
Paul Nelson participa également aux côtés des architectes Roger Gilbert et Charles Sébillotte à un chantier expérimental (cf. p. 5) d'un ensemble de trois bâtiments de tendance moderniste aujourd'hui situés aux 112, 108 bis et 108 rue Jean Jaurès à Noisy-le-Sec (1950-1953) eux-mêmes inspirés des appartements d'Auguste Perret au Havre, cela dans le cadre de la reconstruction de l’îlot de la gare à Noisy-le-Sec. Ces bâtiments sont intégrés dans le rapport de présentation du PLU local au titre des bâtiments dits "de caractère". 

### Archives
- Fonds : Paul Nelson (1927-1987) [archives écrites et photographiques ; 78 boites].  Cote : NEL 1 - 78. Paris : Bibliothèque Kandinsky, Centre Pompidou (présentation en ligne).